# 無生物主語構文
英語の無生物主語構文（むせいぶつしゅごこうぶん）あるいは物主構文（ぶっしゅこうぶん）とは、無生物が主語である構文のうち、英語では自然だが、それに直訳的に対応する日本語の表現が不自然になるものを指す。

## 概要
英語の無生物主語構文の多くは、(1)のように、広義の使役構文である。
英語の無生物主語構文の主語は、自然な日本語の表現では、（この薬を飲めば・どうして・それで、のように）副詞的（連用修飾）要素に対応する。
日本語では、自動詞文では主語が無生物であっても自然であるが:50、他動詞文では多くの場合不自然、または翻訳調になる:209–211。ただし、日本語でも、無生物主語の他動詞文が自然になる場合がある:50f.。
一般に、無生物主語の他動詞文が許されるかどうかは、言語によって異なるが、一定のパターンが見られる。また、有標のヴォイス構文では無生物は避けられ、有生物を主語にしようとする傾向がある。

## 時などが主語になる場合
- That year saw the railway accident.
（あの年にその鉄道事故は起こった。=The railway accident happened in that year.）
- A few minutes' walk brings us to the library.
（数分の徒歩が我々を図書館に連れていく。→数分歩けば図書館に着く。=If we walk for a few minutes, we will reach the library.）
- Next week will find her in Peru.
（来週彼女はペルーにいるだろう。）

## 場所などが主語になる場合
- This road will lead us to the museum.
（この道を行くと博物館に着く。）

## 物などが主語になる場合
- The book will teach you the basics of Spanish conversation.
（その本はスペイン語会話の基礎を教える。→その本を読めばスペイン語会話の基礎が学べる。）
- The airplane enables you to reach Los Angeles tomorrow.
（飛行機はあなたを明日ロサンゼルスに着くのを可能にする。→飛行機のおかげであなたは明日ロサンゼルスに到着することができる。）
- One watermill gives him repeated opportunities of charming our eyes.
（水車は彼にわれわれの眼を繰り返し魅了させる機会をあたえる→彼が描く水車がみごとなのでわれわれは何度も魅了される。）
- The heavy snow prevented him from going home yesterday. 
（あの大雪は彼の帰宅を妨げた。→あの大雪のため、彼は昨日家に帰れなかった。）
- This photo reminds me of my childhood.
（この写真は、子ども時代をわたしに思い起こさせる。→この写真を見ると子どもの頃を思い出す。）
- He told me that he didn't understand what had made her say that.
（彼はなぜ彼女があんなことを言ったのか理解できないと私に言った。）
- A toothache kept him awake last night.
（歯が痛かったので彼は昨日の夜ずっと起きていた。）

## 無生物主語+will+否定語
- This window will not open.
（この窓がなかなか開かない。）
- This nail will not come out.
（この釘がなかなか抜けない。）

## 独立分詞構文として慣用化したもの
- night coming on「夜になったので」
- weather permitting「天候が許せば」

## 他動詞・形容詞由来の名詞と主格・目的格関係の "of" の並列
一般に他動詞由来或いは形容詞由来の名詞と主格、目的格関係の "of" を使い、話者ないしは主格関係の "of" における意味上の主語を文全体の主語とする構文を形成する。以下にその例を記す。
- The analysis of the food showed the presence of poisonous chemicals. 
（その食品を検査した所、毒性薬物が検出された。）